# Liste der Flüsse in British Columbia
Die folgende Liste der Flüsse in British Columbia nennt die als Flüsse bezeichneten Gewässer in dieser kanadischen Provinz. Sie ist nach dem Einzugsgebiet geordnet. Einzelne als Creek bezeichnete Gewässer sind aufgrund ihrer historischen Bedeutung oder wegen ihrer Größe mit aufgenommen. 

## Östlich derKontinentalwasserscheide
Die beiden Einzugsgebiete östlich der Kontinentalwasserscheide entwässern in den Arktischen Ozean über das Flusssystem des Mackenzie Rivers. Dabei mündet der Peace River in den Slave River, etwa 30 km unterhalb dessen Ausflusses aus dem Athabascasee. Der Liard River mündet bei Fort Simpson in den Mackenzie River.

### Einzugsgebiet des Liard Rivers
Der Nebenflüsse des Liard Rivers aus Yukon sind nicht angegeben.
- Liard River
  - Petitot River
  - Fort Nelson River
    - Sahtaneh River
      - Snake River

    - Muskwa River
      - Prophet River
        - Minaker River
        - Besa River

      - Tetsa River
      - Chischa River
      - Tuchodi River

    - Sikanni Chief River
    - Fontas River

  - Dunedin River
  - Beaver River
  - Toad River
    - West Toad River
    - Racing River
    - Schipa River

  - Grayling River
  - Trout River
  - Vents River
  - Smith River
  - Coal River
  - Rabbit River
    - Gundahoo River

  - Kechika River
    - Red River
    - Turnagain River
      - Major Hart River
      - Dall River

    - Gataga River
    - Frog River

  - Dease River
    - Blue River
    - Cottonwood River
    - Rapid River

  - Rancheria River (verläuft vollständig in Yukon)
    - Little Rancheria River

### Einzugsgebiet des Peace Rivers
- Peace River
  - Smoky River (verläuft vollständig in Alberta)
    - Kakwa River
    - Wapiti River
      - Redwillow River

    - Narraway River

  - Pouce Coupé River
  - Alces River
  - Kiskatinaw River
    - West Kiskatinaw River

  - Beatton River
    - Doig River
      - Osborn River

    - Blueberry River

  - Pine River
    - Murray River
      - Wolverine River

    - Sukunka River

  - Moberly River
  - Halfway River
    - Cameron River
    - Graham River
    - Chowade River

  - Nabesche River
  - Wicked River
  - Williston Lake
    - Manson River
    - Nation River
    - Pack River
      - McLeod Lake
        - McLeod River
        - Crooked River

    - Parsnip River
    - Omineca River
      - Osilinka River

    - Mesilinka River
    - Ospika River
    - Ingenika River
      - Swannell River

    - Finlay River
      - Akie River
      - Kwadacha River
        - Warneford River
        - North Kwadacha River

      - Fox River
        - McCook River

      - Obo River
      - Toodoggone River
      - Firesteel River
        - Sturdee River

## Westlich der Kontinentalwasserscheide
Alle Flüsse münden in den Pazifischen Ozean.

### Einzugsgebiet des Columbia Rivers
Nebenflüsse des Columbia Rivers auf der US-amerikanischen Seite der Grenze sind nicht aufgeführt.
- Columbia River
  - Spillimacheen River
  - Kicking Horse River
  - Canoe River
  - Kootenay River
    - Bull River
    - Elk River
    - Yahk River
    - Duncan River

  - Pend Oreille River
    - Flathead River

  - Kettle River
  - Okanagan River
    - Similkameen River

### Einzugsgebiet der Straße von Georgia
- Homathko River
- Southgate River
  - Bishop River
- Toba River
- Powell River
- Lois River
- Squamish River
  - Mamquam River
  - Cheakamus River
  - Elaho River
- Fraser River
  - Moose River
  - Robson River
  - McLennan River
  - Raush River
  - Castle Creek
  - Doré River
  - Goat River
    - Milk River

  - Torpy River
  - Bowron River
  - McGregor River
    - Herrick Creek

  - Willow River
  - Nechako River
    - Stuart River
    - Nautley River
      - Fraser Lake
        - Stellako River
          - Endako River

    - Cheslatta River
      - Nechako Reservoir
        - Entiako River

  - Cottonwood River
    - Swift River

  - Quesnel River
    - Cariboo River
      - Matthew River
      - Isaac River
        - Isaac Lake
          - Wolverine River

    - Quesnel Lake
      - Roaring River
      - Mitchell River
      - Niagara Creek
      - Horsefly River

  - West Road (Blackwater) River
  - San Jose River
  - Chilcotin River
    - Chilko River
      - Taseko River
        - Taseko Lakes
          - Lord River
          - Tchaikazan River

      - Chilko Lake
        - Edmond River

      - Chilanko River

  - Churn Creek
  - Bridge River
    - Yalakom River
    - Tyaughton Creek
      - Relay Creek
      - Noaxe Creek

    - Gun Creek
      - Leckie Creek
      - Slim Creek

    - Hurley River
      - Cadwallader Creek

  - Seton River
    - Cayoosh Creek
    - Anderson Lake
      - Gates River

  - Stein River
  - Thompson River
    - Kamloops Lake
      - North Thompson River
        - Clearwater River
          - Mahood River
          - Murtle River
          - Azure River

      - South Thompson River
        - Little Shuswap Lake
          - Little River
            - Shuswap River
              - Wap Creek
              - Eagle River
                - Perry River
                - Seymour River

              - Adams River

    - Deadman River
    - Bonaparte River
    - Nicola River
      - Coldwater River (vom Coquihalla-Pass)

  - Nahatlatch River
  - Anderson River
  - Coquihalla River
  - Harrison River
    - Harrison Lake
      - Lillooet River
        - Birkenhead River
        - Green River
          - Rutherford Creek
          - Soo River
          - Green Lake
            - River of Golden Dreams
            - Fitzsimmons Creek

        - Ryan River
        - Meager Creek

    - Chehalis River

  - Sumas River
    - Vedder River (auch als Chilliwack River bekannt)

  - Stave River
  - Pitt River
    - Alouette River

  - Coquitlam River
- Nicomekl River
- Skagit River

### Einzugsgebiet Queen Charlotte Strait
- Dean River
- Bella Coola River
  - Atnarko River
- Noeick River
- Taleomey River
- Namu River
- Koeye River
- Kwatna River
- Kilbella River
- Wannock River
  - Owekeeno Lake
    - Sheemahant River
    - Machmell River
- Nekite River
- Long Lake
  - Smokehouse Creek
- Seymour River
- Wakeman River
- Kingcome River
- Klinaklini River
- Franklin River

### Einzugsgebiet Douglas Channel
- Kitlope River
- Kemano River
- Kildala River
- Kitimat River

### Einzugsgebiet Marcus Passage
- Skeena River
  - Babine River
  - McNeil River
  - Ayton Creek
  - Ecstall River
  - Gitnadoix River
  - Exchamsiks River
  - Lakelse River
  - Zymoetz River
    - Clore River
    - Kitnayakwa River

  - Kispiox River
  - Shegunia River
  - Sicintine River
  - Squinguila River
  - Sustut River
    - Bear River
    - Asitka River

  - Mosque River
  - Duti River
  - Kluatantan River
  - Gossen Creek
  - Kasiks River
    - Kitsumkalum River

  - Kleanza Creek
  - Kwinitsa Creek
  - Bulkley River
    - Telkwa River
    - Morice River
    - Toboggan Creek
- Nass River
  - Ishkheenickh River
  - Meziadin River
  - Bell-Irving River
    - Bowser River
- Bear River
- Salmon River

### Einzugsgebiet östlich der Grenze zu Alaska
(südlich und östlich von Chilkoot Pass)
- Unuk River
- Stikine River
  - Chukachida River
  - Spatsizi River
    - Kluayetz Creek
    - Ross River

  - Pitman River
  - Kehlechoa River
  - McBride River
  - Klappan River
    - Little Klappan River

  - Tanzilla River
  - Klastline River
  - Tuya River
    - Little Tuya River

  - Tahltan River
    - Little Tahltan River
      - Hackett River

  - Iskut River
    - Little Iskut River
    - Ningunsaw River
    - Craig River
    - Inhini River
    - Twin River
    - Hoodoo River

  - Katete River
- Whiting River
  - South Whiting River
- Taku River
  - Inklin River
    - Yeth Creek
    - Sutlahine River
    - Sheslay River
      - Tatsatua Creek
      - Samotua River

    - Nahlin River
      - Dudidontu River

  - Nakina River
    - Silver Salmon River
    - Sloko River
      - Nakonake River

  - Tulsequah River
  - Sittakanay River (Zusammenfluss mit dem Taku River liegt in Alaska)
  - Zohini Creek
  - Stuhini Creek

### Einzugsgebiete nördlich der Grenze zu Alaska
(westlich von Chilkoot Pass)
- Alsek River
  - Tatshenshini River
    - Parton River
    - Blanchard River
    - Tats Creek
    - Tkope Creek

  - Range Creek
- Chilcat River (Schreibweise in Alaska: Chilkat)
  - Flemer River
    - Tahini River

  - Kelsall River
    - Kelsall Lake (Glacier Camp Pass)

  - Klehini River
  - Tsirku River

### Einzugsgebiet des Beringmeers (Yukon River)
- Takhini River
  - Kusawa River
    - Hendon River

  - Primrose River
- Tagish Lake
  - Atlin River
    - Atlin Lake
      - Surprise Creek
      - O’Donnel River
      - Pike River

  - Fantail River
  - Natasaheeni River
    - Bennett Lake
      - Lindeman Lake
        - Lindeman Creek (vom Chilkoot Pass)

      - Partridge River
      - Homan River

  - Racine Creek
  - Swanson River
  - Tutshi River (vom White Pass)
    - East Tutshi River
- Teslin Lake
  - Jennings River
  - Teslin River
    - Kedahda River

  - Hayes River
  - Swift River
  - Gladys River

## Flüsse auf Vancouver Island

### Zur Juan de Fuca Strait
- Darling River
- Klanawa River
  - East Klanawa River
- Nitinat River
  - Nitinat Lake
    - Caycuse River

  - Little Nitinat River
- Carmanah Creek
- Walbran Creek
- San Juan River
  - Gordon River
  - Fleet River
- Jordan River
- Sooke River
  - Leech River
- Colquitz Creek

### Zur Georgia Strait
- Goldstream River
- Shawnigan River
- Koksilah River
- Cowichan River
  - Cowichan Lake
    - Robertson River
- Chemainus River
  - Chipman Creek
- Nanaimo River
  - South Nanaimo River
    - Dunsmuir Creek

  - North Nanaimo River
- Englishman River
  - South Englishman River
- Little Qualicum River
  - Cameron Lake
    - Cameron River
- Qualicum River
- Tsable River
- Trent River
  - Bloedel Creek
- Courtenay River
  - Puntledge River
    - Browns River
    - Comox Lake
      - Cruickshank River
        - Comox Creek

  - Tsolum River
- Oyster River
  - Little Oyster River
  - Piggott Creek

### Zur Discovery Passage/Johnstone Strait
- Campbell River
  - Quinsam River
    - Iron River
      - Chute Creek

  - Lower Campbell Lake
    - Greenstone Creek

  - Upper Campbell Lake
    - Elk River
      - Cervus Creek

  - Buttle Lake
    - Wolf River
    - Ralph River
      - Shepherd Creek

    - Myra Creek
    - Thelwood Creek
- Salmon River
  - White River
  - Memkay River
    - Middle Memkay River
    - North Memkay River
- Adam River
  - Eve River
- Tsitika River

### Zur Broughton Strait/Queen Charlotte Strait
- Kokish River
- Nimpkish River
  - Woss Creek
  - Davie River
- Keogh River
- Quatsie River
- Tsuiquate River
- Shushartie River
- Nahwitti River
- Stranby River

### Zur Westküste von Vancouver Island
- Black River
- Pachena River
- Sarita River
  - South Sarita River
- Franklin River
  - Corrigan Creek
- China Creek
- Somass River
  - Stamp River
    - Ash River
    - Great Central Lake
      - Drinkwater Creek

  - Sproat River
    - Sproat Lake
      - Taylor River
- Cous Creek
- Nahmint River
- Effingham River
- Toquart River
- Kennedy River
  - Kennedy Lake
    - Clayoquot River
    - Sand River
- Tofino Creek
- Bedwell River
  - Ursus Creek
- Cypress River
- Moyena River
- Atleo River
- Megin River
  - Talbot Creek
- Sydney River
- Hesquiat River
- Houston River
  - Jacklah River
- Burman River
  - Bancroft Creek
- Gold River
  - Ucana River
  - Heber River
    - Saunders Creek

  - Upana River
  - Muchalat River
    - Muchalat Lake
      - Oktwanch River
- Tlupana River
  - Nesook River
- Conuma River
- Sucowa River
- Leiner River
- Tahsis River
- Zeballos River
  - Nomash River
- Kaouk River
- Artlish River
- Tahsish River
  - Kwois Creek
- Marble River
  - Alice Lake
    - Benson River
      - Raging River

  - Victoria Lake
    - Teihsum River
- Waukwaas River
- Goodspeed River
- MacJack River
- San Josef River
- Fisherman River